# 幸祜
幸祜（ここ、KOKO）は、日本の歌手、バーチャルロックシンガー。
KAMITSUBAKI STUDIO所属。

## 概要
ロングトーンの美しさと浮遊感のある歌声が魅力のバーチャルロックシンガー。
唇からこぼれる歌は、言葉の代わりに彼女の秘めた想いを世界に届ける。—KAMITSUBAKI STUDIO 公式ウェブサイト
2020年10月25日のデビュー、31日には初のオリジナル曲「harmony」のMVを渋谷3.5Dラスト展示会「魔女展」にて現地先行公開。
12月には2ndオリジナル楽曲「白昼夢」を公開、再生回数は125万回を突破している。キャラクターデザインはイラストレーターのSWAV。
2021年3月14日からは「不可解弐Q2」開催にて花譜、理芽、春猿火、ヰ世界情緒とともに結成したバーチャルアーティストグループV.W.Pの一員として活躍。ファンの名称は「観測者幸組」（かんそくしゃ さちぐみ）。

## 来歴
2020年
- 10月25日、自身のYouTubeチャンネルに初めて動画を投稿しデビュー。
- 11月15日、1stオリジナル楽曲「harmony」を公開。

2021年
- 3月14日、「不可解弐Q2」出演にて花譜、理芽、春猿火、ヰ世界情緒とともに結成したバーチャルアーティストグループV.W.Pの一員として活躍している。
- 5月8日、自身初となるカバーライブ「あられライブ」をYoutube Liveにて開催

2023年
- 1月25日、自身の歌声を元にした音声合成ライブラリ「音楽的同位体 狐子(COKO)」が音声合成ソフトウェア「CeVIO AI」のライブラリとしてリリース。

2024年
- 1月25日、自身の声を元にしたテキスト読み上げ用ソフトウェア「音楽的同位体 狐子 TALK EXTENSION collaboration with VOICEPEAK」がリリース。

## 出演

### イベント
- あられライブ（2021年5月8日、YouTube）
- 幸祜 1st ONE-MAN LIVE「PLAYER」（2021年12月29日、ヒューリックホール東京）
- 春猿火×幸祜「Singularity Live 2」（2022年11月6日、オンラインライブ）
- KAMITSUBAKI FES '23（2023年3月30日、豊洲PIT）
- SINKA LIVE SERIES EP.Ⅱ幸祜 2nd ONE-MAN LIVE「PLAYER Ⅱ -神椿市肆番街-」(2023年9月3日、オンラインライブ)
- V.W.P 2nd ONE-MAN LIVE「現象Ⅱ」(2024年1月13日、代々木第一体育館)

### テレビアニメ
- 神椿市建設中。（2025年、輪廻此処）

### ゲーム
- 神椿市建設中。（2025年、輪廻此処）

## ディスコグラフィ
| タイトル           | 公開日         | 作詞・作曲・編曲                 | 映像           | その他                                                       |
| ------------------ | -------------- | -------------------------------- | -------------- | ------------------------------------------------------------ |
| harmony            | 2020年11月15日 | 作詞・作曲：Len 編曲：大沼パセリ | kaito          | typography：杉山健太郎 Illustration：SWAV                    |
| 白昼夢             | 2021年1月1日   | 大沼パセリ                       | ツツミヒデアキ | typography：ZUMA Illustration：SWAV                          |
| この世界に口づけを | 2021年3月14日  | 作詞・作曲：Len 編曲：安宅秀紀   | koshi-kun      | typography：杉山健太郎 Illustration：SWAV                    |
| ASH                | 2021年6月10日  | 大沼パセリ                       | 駿             | TitleDesign : 吉永かつき CG Design : サム Illustration：SWAV |

### 配信限定シングル
| 発売日         | タイトル                 |
| -------------- | ------------------------ |
| 2021年10月3日  | 夜光を呼ぶ               |
| 2021年10月3日  | 瞑目                     |
| 2021年10月3日  | 白昼夢                   |
| 2021年10月3日  | harmony                  |
| 2021年10月3日  | the last bullet          |
| 2021年10月3日  | この世界に口づけを       |
| 2022年9月14日  | TIME                     |
| 2023年2月1日   | ミラージュコード         |
| 2023年3月29日  | Abstractions Void        |
| 2023年4月1日   | 古傷 / 幸祜×春猿火       |
| 2023年4月1日   | 刻印 / ヰ世界情緒×幸祜   |
| 2023年10月4日  | 歯車 (feat. KAF & V.W.P) |
| 2023年10月25日 | ゲンフウケイ             |
| 2024年6月12日  | 始まりの銃声             |
| 2024年10月12日 | ClimBInge                |
| 2025年2月5日   | むすんでひらいて         |
| 2025年5月15日  | オレンジ                 |
| 2025年6月18日  | 在処                     |

### 参加作品
| 発売日         | タイトル                                          | 収録曲        |
| -------------- | ------------------------------------------------- | ------------- |
| 2021年10月20日 | KAMITSUBAKI x Monark Collaboration Album「Awake」 | ASH 強欲 Dear |